# Referéndum de Quebec de 1995
El referéndum de Quebec de 1995 fue promovido por el gobierno de Quebec para decidir la independencia de esta provincia respecto a Canadá. La votación se celebró el 30 de octubre de 1995 y dio un resultado contrario a la independencia por un estrecho margen.

## Antecedentes
Pese al fracaso de los separatistas en el referéndum de 1980, el Partido Quebequés (PQ) ganó de nuevo las elecciones de 1981 a la Asamblea Nacional de Quebec. El primer ministro de Canadá Pierre Trudeau aprovechó la debilidad del ejecutivo provincial para impulsar una reforma del Acta de la Norteamérica británica que dio lugar a una nueva Constitución de Canadá que incluía una declaración de derechos pero no incorporaba las principales reivindicaciones del nacionalismo quebequés. Esto hizo que muchos quebequeses se sintieran decepcionados y hasta traicionados por el ejecutivo federal.
En 1985 retornó al gobierno provincial Robert Bourassa, del antiindependentista Partido Liberal de Quebec (PLQ), e intentó llegar a un acuerdo con las autoridades canadienses que lograra el apoyo de Quebec a la Constitución a cambio de ciertas contrapartidas. Pero el Acuerdo del Lago Meech de 1987 no llegó a buen término debido a la negativa a ratificarlo de dos provincias. Tampoco el Acuerdo de Charlottetown de 1992 fructificó al ser rechazado en referéndum tanto en el conjunto del Canadá como en la propia Quebec. Así las cosas, el nacionalismo creció en Quebec. Muchos quebequeses francófonos se sintieron defraudados con el gobierno federal del conservador Brian Mulroney y surgió el Bloque Quebequés dirigido por Lucien Bouchard, que se convirtió en segunda fuerza parlamentaria de Canadá en las elecciones federales de 1993. Por su parte, el Partido Quebequés volvió al gobierno provincial tras las elecciones de 1994 gracias a una ajustada victoria en votos frente a los liberales, y lo hizo con el compromiso de volver a someter de nuevo a referéndum la cuestión de la soberanía.
Que el PQ hablase de «soberanía» no era algo casual. Una encuesta de 1994 revelaba que si se empleaba ese término en vez de la palabra «independencia» el apoyo se ampliaba en un 5%, que una votación en la que se preguntase directamente por la independencia se perdería por una proporción de 40 contra 60 y que, inversamente, si se preguntaba por la permanencia en Canadá, un 59% de los quebequeses votarían a favor. Además, el 71% de los propios soberanistas deseaban seguir formando parte de algún tipo de federación canadiense.

## Convocatoria

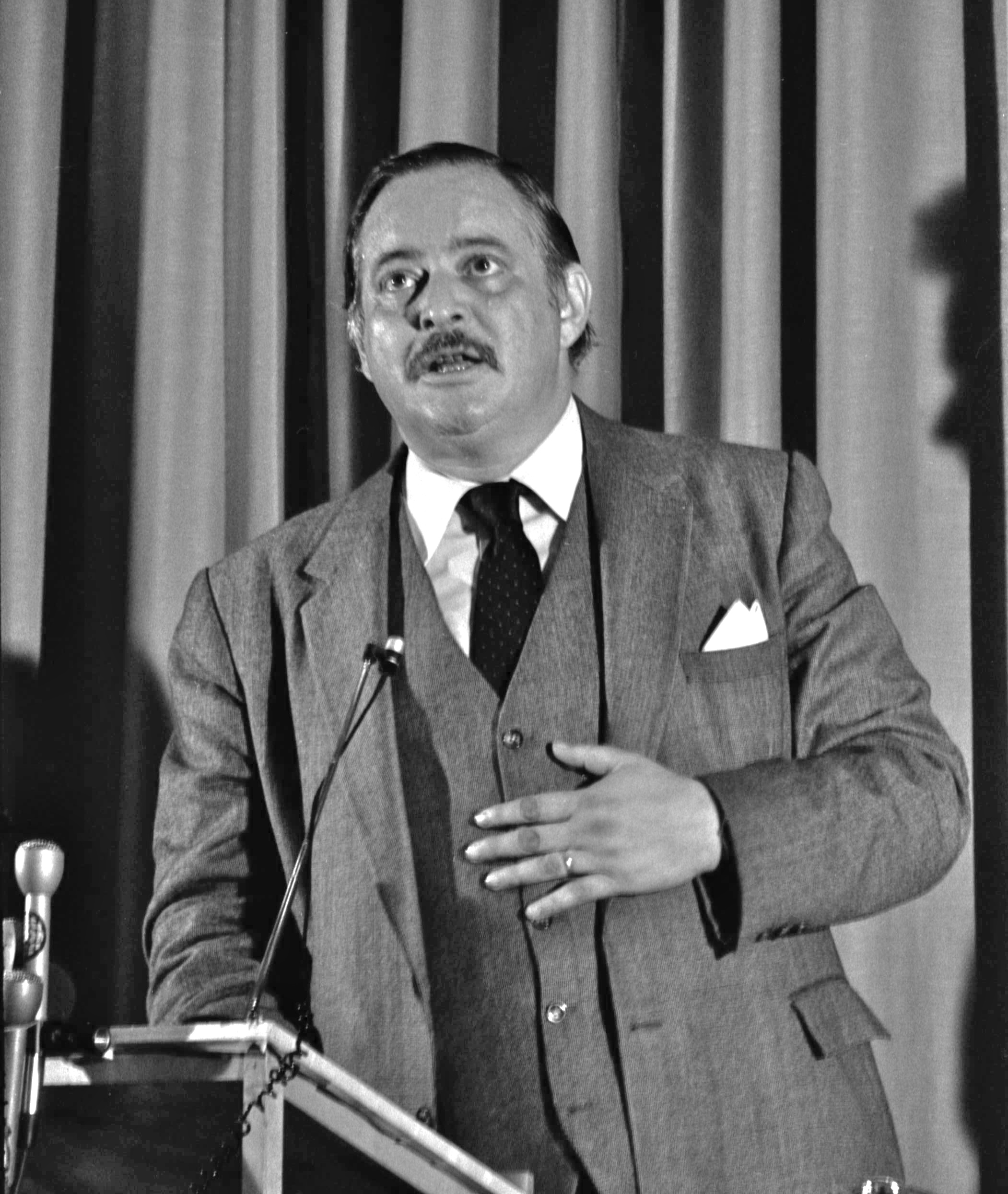
Jacques Parizeau, líder del nacionalista PQ y primer ministro de Quebec, impulsó el referéndum.

Pese a su promesa electoral, el Partido Quebequés tuvo dudas acerca de la convocatoria del referéndum debido a lo ajustado de su victoria y a que los sondeos no otorgaban mayoría a los partidarios de la independencia. Su líder, Jacques Parizeau, era un firme partidario de la independencia y había llegado a abandonar el partido años atrás cuando René Lévesque había impuesto una línea conciliadora en la cuestión de la reforma constitucional. Sin embargo, Lucien Bouchard, líder del Bloque Quebequés (BQ), pidió una estrategia más moderada que evitara el alejamiento de los nacionalistas más "suaves". Finalmente, Parizeau tuvo que ceder ante los datos de las encuestas y volvió a prometer una estrecha relación con el resto de Canadá y la estabilidad de las relaciones internacionales, tal como se había hecho en el referéndum de 1980, si bien compensando esas premisas propias de un enfoque blando con la presentación de un proyecto de Ley de Soberanía. Finalmente, el 12 de junio de 1995 el PQ firmó un acuerdo con el BQ y con Acción Democrática (ADQ) por el que las tres fuerzas se comprometían a someter a referéndum su proyecto de soberanía-asociación.
El proyecto soberanista preveía la creación de un consejo de ministros paritario entre Quebec y Canadá en el que ambas partes tendrían derecho de veto, una asamblea parlamentaria consultiva en la que el 25% de sus miembros serían quebequeses, un tribunal encargado de resolver las diferencias comerciales y una administración compuesta por un cuerpo de funcionarios. La idea era que, una vez que los ciudadanos apoyasen la propuesta en el referéndum, se entablarían negociaciones durante un período de doce meses, transcurridos los cuales la Asamblea Nacional de Quebec podría declarar la independencia de la provincia. Esta declaración tendría lugar aunque no se hubiese alcanzado acuerdo alguno con el resto de Canadá o, incluso, aunque las autoridades federales se negaran a entablar negociaciones.
El 7 de septiembre Parizeau presentó en la Asamblea de Quebec la pregunta que se plantearía a los ciudadanos:

¿Acepta usted que Quebec sea soberano después de haber ofrecido formalmente a Canadá una nueva asociación económica y política en el marco del Proyecto de Ley sobre el futuro de Quebec y del Acuerdo firmado el 12 de junio de 1995?

La redacción de la pregunta fue inmediatamente criticada por el gobierno federal y los sectores contrarios a la independencia. Como se puede apreciar, el enunciado evitaba cualquier mención al concepto de independencia y prefería hablar de soberanía, que se entendía más «suave» y de más fácil aceptación por los indecisos.
El día 8 se organizó un espectacular evento en el Gran teatro de Quebec durante el que diversos poetas locales dieron lectura al preámbulo del proyecto de ley ante más de mil invitados escogidos. Este era un texto emotivo y fuertemente nacionalista que señalaba que los francófonos habían sido incorporados a la federación con promesas de igualdad y respeto que luego habían sido incumplidas, que Canadá había invadido áreas de competencia de la provincia, que en 1982 se había modificado la Constitución en perjuicio de Quebec y con la oposición de su Asamblea, y terminaba proclamando la soberanía de la provincia.
El día 9 el primer ministro presentó oficialmente ante la Asamblea el proyecto legislativo. Este contaba con veintisiete cláusulas de diverso contenido: comenzaba proclamando la capacidad de la Asamblea Nacional de Quebec para proclamar la soberanía del territorio tras hacer una propuesta de asociación política y económica a Canadá; contemplaba que una comisión paritaria de hombres y mujeres redactaría una propuesta de constitución que sería presentada a la Asamblea y, si esta lo aprobaba, sería sometida a referéndum; que, entretanto, la Asamblea podría aprobar una constitución provisional; anunciaba que la futura constitución configuraría a Quebec como un país de habla francesa, si bien garantizando a los anglófonos su identidad y a los indígenas el autogobierno en sus territorios; en cuanto a las fronteras del futuro Estado, serían las que en ese momento tenía la provincia; también prometía a los ciudadanos que podrían compatibilizar la nacionalidad quebequesa con la canadiense o cualquier otra y que el dólar canadiense seguiría siendo de curso legal en el nuevo Estado; se garantizaba que Quebec seguiría siendo parte del Tratado Trilateral de Libre Comercio de Norteamérica y demás convenios internacionales ratificados por Canadá; se comprometía a mantener prestaciones sociales y beneficios vigentes y ponía como fecha límite para la negociación del acuerdo con Canadá el 30 de octubre de 1996. Esta Ley de Soberanía fue debatida en la Asamblea, pero no fue sometida a votación porque se consideraba que el previsible resultado favorable del referéndum lo hacía innecesario.
Finalmente, el día 11 de septiembre Parizeau anunció la fecha del referéndum: el 30 de octubre de 1995.

## La campaña

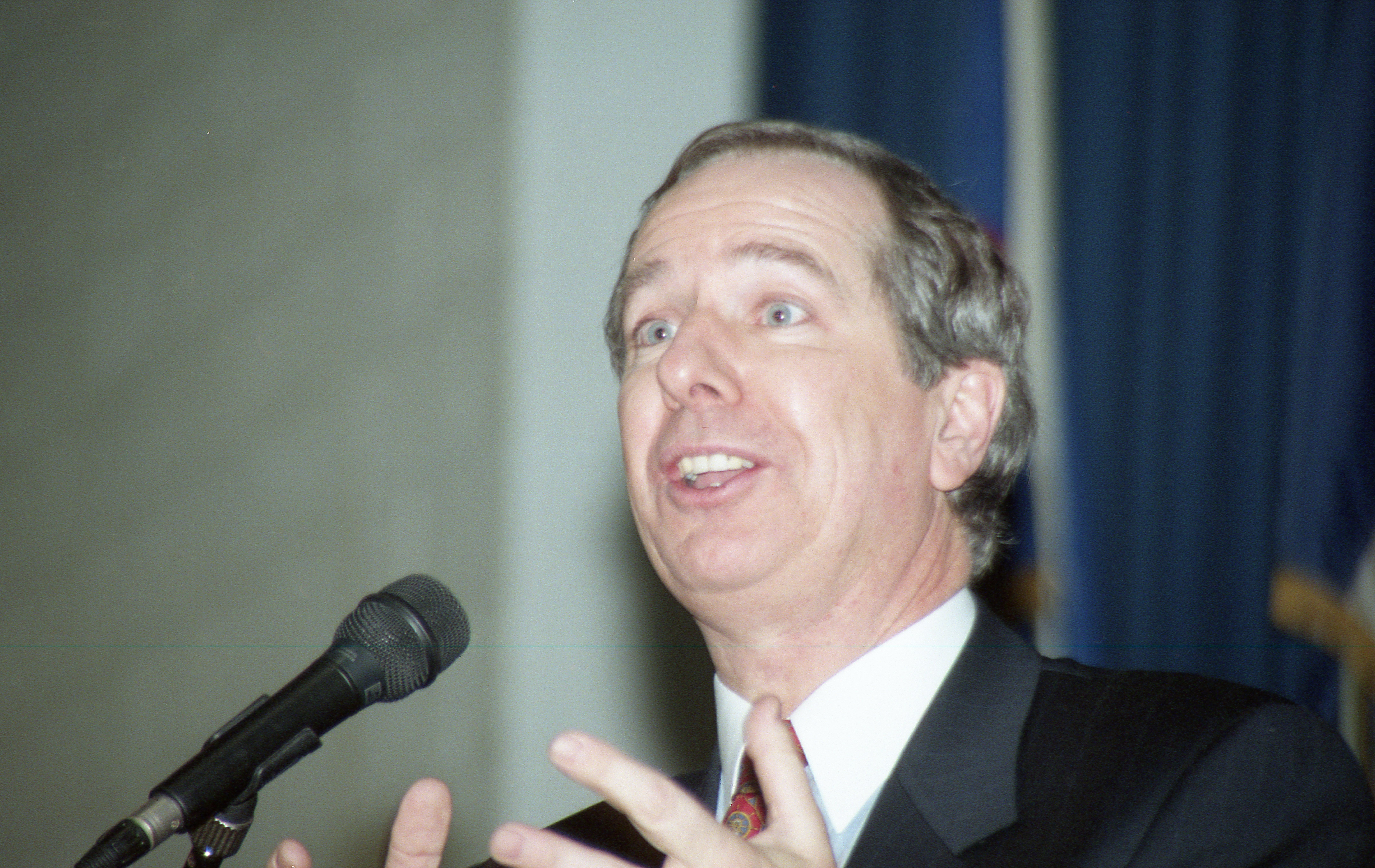
Daniel Johnson, líder del federalista Partido Liberal de Quebec, careció de poder de convicción.

La campaña comenzó con cierta frialdad. Los votantes estaban cansados por tantos años de debates constitucionales y las primeras encuestas eran claramente favorables al «NO». No obstante, la actuación de los dos bandos produjo cambios en la opinión, a juzgar por lo que dijeron los sondeos. El mero anuncio de la pregunta supuso un cambio de tendencia y el «SÍ» se puso en cabeza por primera vez, aunque por escaso margen. Sin embargo, los federalistas reaccionaron con rapidez y acusaron al gobierno de Parizeau de engañar a los votantes al no usar la palabra «separación» cuando este era el auténtico objetivo. También le reprocharon que ofreciera un acuerdo con el resto de Canadá que sería imposible alcanzar debido al resentimiento que causaría la ruptura. La reacción de los secesionistas fue lenta y poco efectiva. Afirmaron insistentemente que las demás provincias aceptarían firmar un acuerdo de asociación de tipo confederal con un Quebec independiente que permitiría seguir usando el dólar canadiense, establecer una doble ciudadanía y mantener una unión económica. Pero los sondeos indicaron que el voto afirmativo había caído por debajo del 40%.
La oposición del Partido Liberal de Quebec acusó al gobierno provincial de ocultar los resultados de los más de cuarenta estudios que había encargado durante los últimos meses para analizar las consecuencias que tendría la soberanía de Quebec. Consideraron que si no se daban a conocer era porque los resultados indicaban que las consecuencias económicas serían negativas para la provincia.
El 7 de octubre el líder del BQ, Lucien Bouchard, sustituyó en la dirección de la campaña por el «SÍ» a Parizeau y provocó un nuevo cambio de tendencia. El ofrecimiento de asociación resultaba más creíble cuando él lo hacía. Además, reemplazó los fríos argumentos económicos por un emotivo lenguaje sentimental que apelaba al orgullo de los quebequeses como nación. Al mismo tiempo, incidió en las supuestas consecuencias negativas que la victoria del «NO» podría tener para la mayoría francófona de la provincia, ya que pondría en peligro la supervivencia de la lengua francesa y conllevaría un riesgo de que el gobierno federal redujera el presupuesto destinado a la provincia. El líder del PLQ, Daniel Johnson, se mostró incapaz de contrarrestar lo que algunos denominaron «efecto Bouchard». Las encuestas cambiaron nuevamente de signo y vaticinaron una victoria del «SÍ» por un promedio de 53% a 47% en la segunda quincena de octubre.
Al mismo tiempo, se percibía una confusión en muchos votantes. Una encuesta celebrada a tres semanas de la votación revelaba que el 28% de los votantes indecisos creía que la victoria del «SÍ» tan solo implicaba la negociación de una situación más favorable para Quebec dentro de la federación. Y otra diferente indicaba que el 53% de los partidarios del voto afirmativo pensaban que dicha opción no implicaba que la provincia se separase de Canadá. Esto se debía en gran medida a la falta de acuerdo en los objetivos de los líderes soberanistas; mientras Bouchard concebía una victoria como la oportunidad para abrir una negociación que renovase la federación, Parizeau rechazaba los pactos y defendía una declaración unilateral de independencia. Otra encuesta celebrada pocos días antes de la consulta revelaba que casi todos los que estaban dispuestos a votar por la separación creían que ello no supondría la ruptura de los lazos económicos con el resto de Canadá; las cuatro quintas partes pensaban que podrían seguir utilizando el dólar canadiense; más de la mitad creían que seguirían usando el pasaporte canadiense; y una cuarta parte era de la opinión de que Quebec seguiría teniendo representantes en el Parlamento de Canadá.

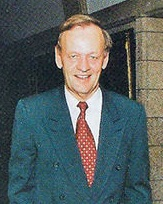
El primer ministro canadiense, Jean Chrétien, tuvo que liderar la campaña por el «NO».

Los partidarios del «NO» acusaron a los separatistas de xenofobia y discriminación hacia los quebequeses no francófonos. Varios pueblos indígenas —mohawks, crees e inuits— se pronunciaron por el voto negativo. Los crees argumentaron que si Quebec tenía derecho a separarse de Canadá, ellos tenían el mismo derecho a separarse de Quebec. En consecuencia, el 24 de octubre organizaron su propio referéndum para decidir permanecer en Canadá y el voto afirmativo alcanzó el 96,3%. Los inuit celebraron otra votación dos días más tarde y se pronunciaron contra la separación por un 97%. Argumentaban que sus territorios habían sido incorporados a Quebec después de que la provincia se uniese a la federación, por lo que tenían derecho a permanecer en esta. Su movimiento no llegaba a contrarrestar numéricamente la movilización de los independentistas, pero reclamaba un territorio de considerable extensión, comprable a Francia.
El cambio de tendencia de voto provocó la alarma en el bando antiindependentista. El primer ministro federal, el liberal Jean Chrétien —él mismo quebequés— se comprometió a impulsar ciertas reformas que dieran satisfacción a las demandas quebequesas: un reconocimiento diferencial de Quebec, la concesión del derecho a veto en ciertas reformas constitucionales y la transferencia de determinadas competencias. Las provincias de Nuevo Brunswick, Manitoba y Ontario aprobaron resoluciones que reconocían a Quebec como «sociedad distinta» o hablaban de su «carácter distinto». Además, numerosos canadienses de otras provincias telefonearon a familias quebequesas para expresarles su aprecio y el deseo de que no se separasen de Canadá. El 27 de octubre se celebró en Montreal una multitudinaria manifestación a favor de la unidad de Canadá a la que no solo asistieron quebequeses sino también personas procedentes de otras provincias. Es difícil saber si esta reacción perjudicó o benefició a los separatistas, cuyos líderes la calificaron como «pánico». De esta manera, la campaña finalizó con una total incertidumbre respecto a cuál sería el resultado de la votación.
La contraofensiva federalista molestó a los líderes separatistas, que realizaron preparativos para proclamar la independencia de inmediato y crear un ejército quebequés. Llegaron incluso a planear apoderarse de los aviones de combate que estaban estacionados en bases situadas en Quebec en cuanto se proclamara la victoria del «SÍ».

## La votación

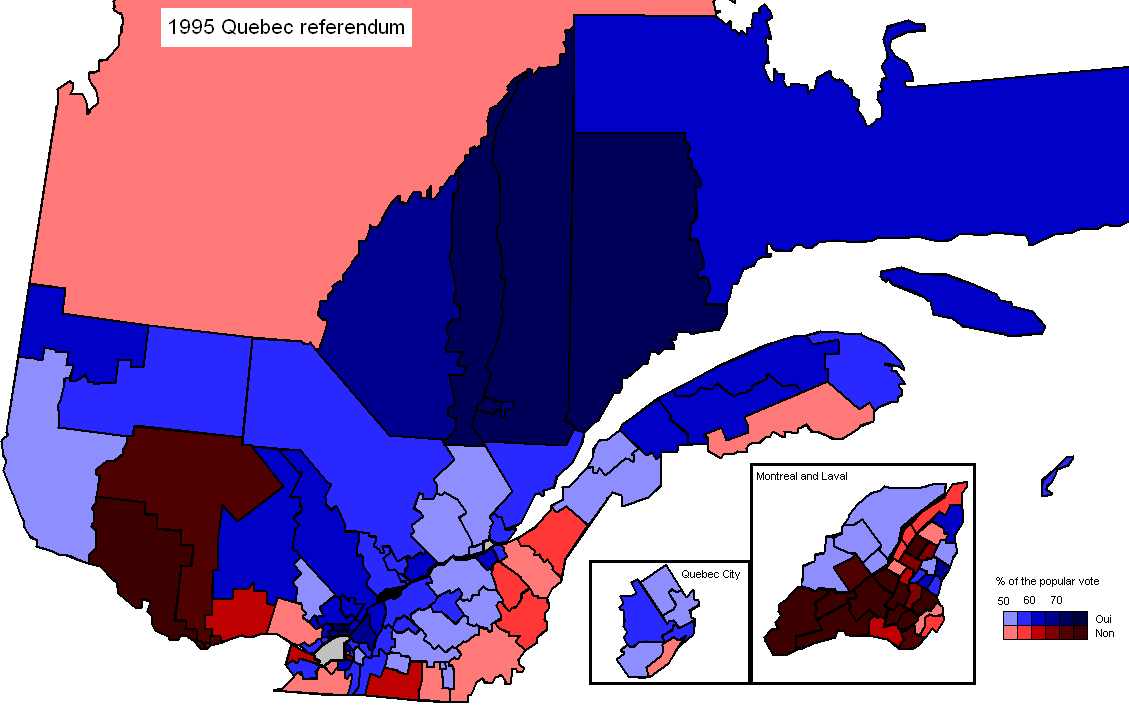
Resultado por distritos. En tonos azulados, el «SÍ»; en tonos rojizos, el «NO».

El 30 de octubre los quebequeses acudieron a votar en gran número; más de un 93,5% del censo depositó su papeleta en la urna. El resultado fue muy ajustado: un 49,42% votó a favor y un 50,58% en contra. El voto independentista había aumentado casi nueve puntos desde el referéndum de 1980. Las encuestas y análisis del voto sugieren que 60% de los francófonos votaron a favor de la independencia, mientras que los no francófonos —anglófonos, minorías indígenas y ciudadanos de otras procedencias— votaron en contra de forma casi unánime (95%). Desde un punto de vista territorial, el «NO» se impuso en el área metropolitana de Montreal, los distritos situados al oeste de esta ciudad, Estrie y Outaouais.

## Consecuencias
Los medios anglófonos interpretaron el resultado como la confirmación de la unidad canadiense, mientras que los francófonos señalaban la división social existente en Quebec. Jacques Parizeau hizo unas polémicas declaraciones la misma noche del 30 al 31 de octubre en las que culpaba del resultado al «voto étnico y al dinero», en alusión a las minorías y a los empresarios. El comentario fue muy criticado incluso dentro del propio Partido Quebequés. Parizeau anunció su dimisión como líder del PQ al día siguiente. Por su parte, Lucien Bouchard dijo que había que aceptar democráticamente el resultado, pero afirmó que habría una próxima vez y que esta sería definitiva. Finalmente, Bouchard fue elegido sustituto de Parizeau al frente del PQ. En cuanto a los partidarios de continuar en la federación, lo ajustado de su victoria y la consciencia de encontrarse en una situación muy delicada hicieron que se abstuvieran de celebrar su estrecho triunfo.
Una encuesta realizada en los días inmediatamente siguientes a la votación revelaba que el 73% de los quebequeses deseaba que el gobierno provincial consiguiera un nuevo acuerdo dentro de la federación o que vinculase Quebec con la federación. El porcentaje alcanzaba al 74% entre los que habían votado a favor de la separación.
El gobierno federal del liberal Jean Chrétien promovió la adopción de tres medidas tendentes a satisfacer las aspiraciones quebequesas:
- Antes de finalizar el año 1995, el Parlamento canadiense aprobó una declaración sin valor legislativo que afirmaba que «Quebec forma, dentro de Canadá, una sociedad distinta» y que la Cámara de los Comunes y el Senado «incitan a los poderes legislativos y ejecutivos a tomar nota de tal reconocimiento y a actuar en consecuencia». Además, el ejecutivo manifestó su voluntad de incluir en el futuro un texto similar en la Constitución.
- Igualmente hizo aprobar una ley federal que establecía que el gobierno vetaría cualquier reforma constitucional que no tuviera la aprobación de Quebec, Ontario, Columbia Británica, dos de las cuatro provincias atlánticas o dos de las tres provincias centrales, en los dos últimos casos, siempre que representen a la mitad de la población.
- Por último, el Gobierno anunció determinadas medidas de «modernización» del sistema federal tendentes a ampliar las competencias provinciales e incrementar el diálogo entre gobierno federal y provincias.

Estas medidas no satisficieron las aspiraciones del nacionalismo quebequés por no tener valor legal o estar expuestas al cambio de la coyuntural mayoría parlamentaria. Los nacionalistas exigían cambios de rango constitucional.

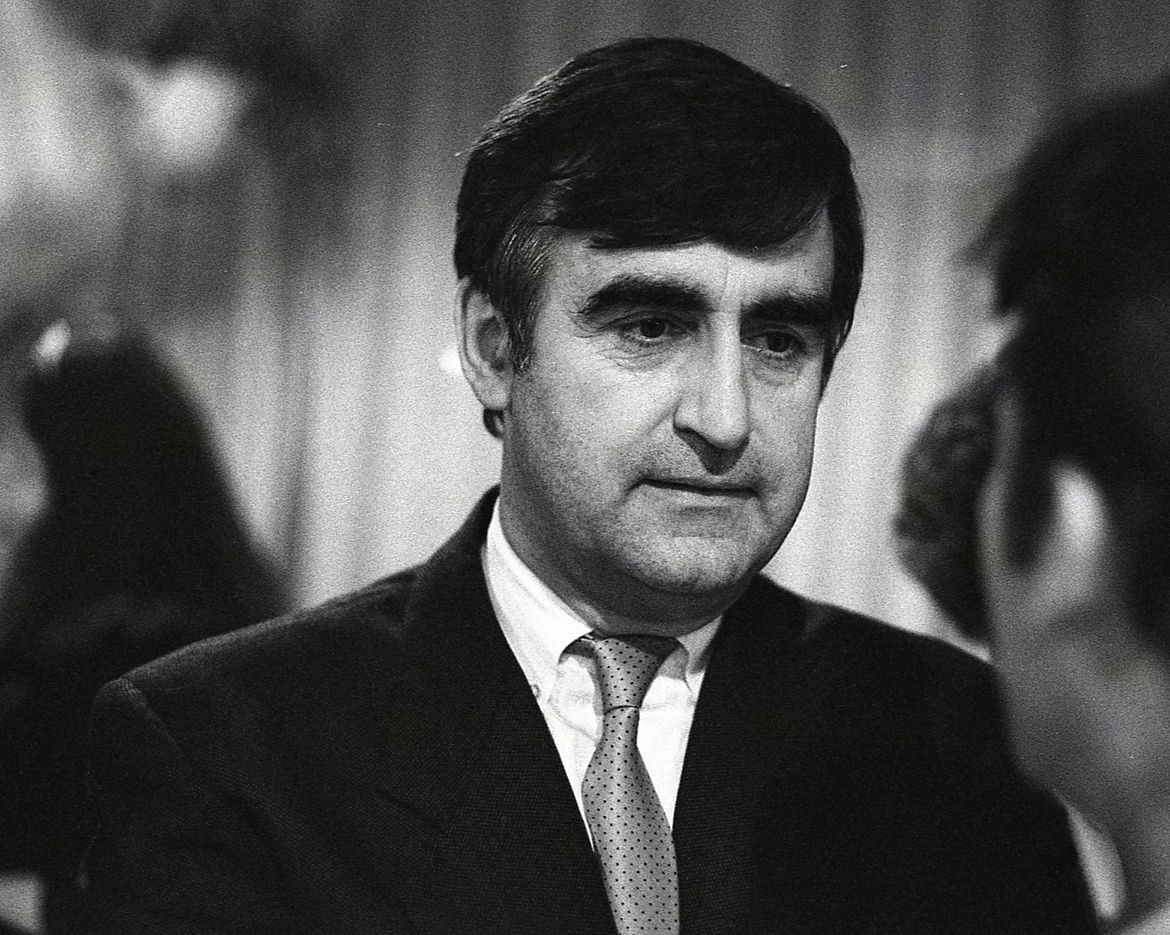
Lucien Bouchard sustituyó a Jacques Parizeau al frente del PQ y del gobierno provincial.

En sentido inverso, los contrarios al independentismo quebequés pidieron a las instituciones federales que se adoptaran diversas medidas de cara a clarificar un eventual nuevo proceso soberanista. Las principales, conocidas como «Plan B» eran las siguientes:
- Que la pregunta sometida a referéndum tuviera que ser aprobada por las instituciones federales para evitar manipulaciones por parte de los soberanistas.
- Que se exigiera una mayoría cualificada —superior a la mayoría absoluta del 50% más uno— de votos favorables a la independencia para que esta pudiera prosperar.
- Que un eventual resultado positivo en Quebec tuviera que ser nuevamente sometido a referéndum en el conjunto de Canadá.
- Que el Tribunal Supremo canadiense fuera consultado acerca de las normas jurídicas aplicables al proceso de secesión.
- Que, si se diera un resultado favorable a la independencia, cualquier acuerdo entre Quebec y el resto de Canadá tuviera que ser aprobado mediante el procedimiento establecido para las modificaciones constitucionales; es decir, por unanimidad de las provincias.
- Que un eventual Quebec soberano tuviera que hacerse cargo de la parte de la deuda nacional proporcional a su población.
- Que se reconociera el derecho de secesión respecto a Quebec de las regiones que votasen en contra de la secesión, pudiendo las regiones fronterizas con otras provincias seguir perteneciendo a Canadá.
- Que el gobierno canadiense hiciera pública su intención de no firmar ningún acuerdo de asociación con un eventual Quebec independiente.

El ejecutivo canadiense no quiso adoptar medidas que pudieran excitar más el nacionalismo quebequés, por lo que en octubre de 1996 se limitó a pedir al Tribunal Supremo un dictamen que aclarase si una eventual secesión de Quebec sin el acuerdo de las instituciones federales sería contraria a la Constitución o al Derecho internacional; y, en caso de contradicción entre el Derecho nacional y el internacional, cuál de los dos debería prevalecer.
La reacción federalista desembocó en la Ley de Claridad de 2000, que regulaba en qué forma el gobierno federal podía negociar con la separación de una provincia tras un referéndum planteado con una pregunta «clara» y en el que hubiera una mayoría igualmente «clara». De esta forma no se prohibía la celebración de plebiscitos con fines separatistas, pero sí se dificultaba su éxito.